# Ammophila vetuberosa
Ammophila vetuberosa es una especie de avispa del género Ammophila, familia Sphecidae.

## Taxonomía
Fue descrito por primera vez en 1994 por Li y C. Yang in Li.